# Abdelmadjid Kaouah
Abdelmadjid Kaouah, en arabe : عبد المجيد كوَّاح, né le 25 décembre 1950 à Aïn Taya en Algérie française et mort le 28 juillet 2025 à Perpignan, est un écrivain et poète algérien d'expression française.

## Biographie
Né à Aïn-Taya près d'Alger, Abdelmadjid Kaouah consacre son mémoire de maîtrise de lettres modernes à la poésie algérienne de langue française. Ses poèmes sont publiés par les revues Alif (Tunis), Europe et aux Éditions du stencil (Alger).
Après l'assassinat en 1993 de ses compagnons Tahar Djaout et Youcef Sebti, Abdelmadjid Kaouah s'exile dans la région de Toulouse, à Cugnaux. Chroniqueur littéraire, il est correspondant permanent du Quotidien d’Oran, du Soir d’Algerie, Algérie News et d'Alfa (Montréal). Il dirige le journal L’Unité (el Wihda). Il participe à de nombreuses émissions culturelles et anime le CRIDLA (Cercle de recherches, d'initiatives et de documentation des lettres algériennes et maghrébines de langue française).

« Le grand poète, le journaliste au long cours, le chroniqueur, l'homme de culture, le spécialiste de la poésie algérienne, le militant infatigable, le patriote engagé nous as quittés.
Jeune étudiant à l'Institut des Langues étrangères, département de français, à la faculté centrale d'Alger, c'est lui qui me donna la chance d'entrer par la grande porte au journal de la jeunesse algérienne "L’Unité" dont il était le directeur, cette école où se sont formés et forgés des grandes plumes algériennes qui ont marqué par leurs écrits les médias, notamment les titres de la presse écrite en arabe et en français depuis les années soixante-dix à ce jour pour certains d'entre eux.
"L'Unité", c'était lui ! La poésie, c'était lui ! »

— Lazhari Labter, écrivain
Abdelmadjid Kaouah à écrit plusieurs ouvrages et œuvres littéraires publiés dans de nombreuses revues spécialisées en Algérie et à l'étranger.
Abdelmadjid Kaouah meurt le 28 juillet 2025 à Perpignan à l'âge de 74 ans des suites d'une longue maladie.

## Jugement
« Ce sont des poèmes qui tendent vers la plénitude et qui laissent bien peu de choses hors de leur inventaire : il y circule de la révolte et des confidences d'amour, de la protestation et de l'espoir mais aussi tant de lumières douces qui font rêver, tant d'évocations d'arbres et de rochers, tant d'oiseaux annonciateurs de terres et de saisons heureuses. Les poèmes, souvent courts, contiennent pourtant un ferment d'épopée. Celle de l'homme enraciné dans la terre et la colère, dans la cité et l'espérance, dans le travail et ses outils divers. Car à aucun moment le poète n'abandonne à d'autres le champ épineux de l'enjeu social. (...) L'écriture d'Abdelmadjid Kaouah possède un souffle indéniablement épique, quelque chose comme le rythme d'une marche vers une destination où l'homme demeure la préoccupation essentielle. »

— Abdelmajid Kaouah, qui a fait le premier blog en parlant de l'écrivaine Keltoum Staali
Tahar Djaout, Les mots migrateurs : une anthologie poétique algérienne, Alger, Office des publications universitaires (OPU), 1984, p. 23.

## Œuvres
- Bonne année ou Les joies perfides, Éditions du Stencil, Alger, 1977.
- Par quelle main retenir le vent, chez l'auteur, Alger, 1981.
- De toute manière, Éditions du stencil, Alger, 1981.
- Trois télégrammes d'amour et un poème pour les enfants, Éditions du Stencil, Alger, 1981.
- La Jubilation du jasmin,  couverture et neuf dessins d'Oussama Abdeddaïm, Éditions de l'Orycte, Paris, 1986.
- La Maison livide, Éditions Encres vives, Toulouse, 1995

prix Sernet 1995
- Aigle sans capitale, Les nouvelles éditions du Stencil, Les Pradettes, 1996.
- L'Ombre du livre, Éditions Noir et Blanc, Buzet-sur-Tarn, 1999  (ISBN 978-2-911241-17-8).
- Le Nœud de Garonne : suite en forme de suite, Autres temps éditions, Marseille, 1999  (ISBN 978-2-911873-94-2).
- Par quelle main retenir le vent, suivi de La Jubilation du jasmin, Éditions Noir et blanc, Buzet-sur-Tarn.
- Poésie algérienne francophone contemporaine, couverture de Hamid Tibouchi, Autres temps éditions, Marseille, 2004  (ISBN 978-2-84521-175-9).
- Le Cri de la mouette quand elle perd ses plumes, Colomiers, Encres Vives, 2006.
- Ode à Katarina Angélaki suivie de Skargarden, Colomiers, Encres Vives, 2008.
- Retour en Algérie, amère saison, Cahors, La louve, 2009
- Quand la nuit se brise, Paris, éditions du Seuil, 2012

poésie algérienne francophone contemporaine